# 1987 год в науке
В 1987 году были различные научные и технологические события, некоторые из которых представлены ниже.

## События
- Опубликован список Хьюитта — Бэрбриджа, содержащий описание 87 лацертид и 3594 квазаров.
- Американским институтом физики учреждена Премия Эндрю Геманта.
- 5 февраля — запуск советского пилотируемого космического корабля Союз ТМ-2 (вернулся на Землю 30 июля).
- 23 февраля — начало изучения сверхновой SN 1987A, самой близкой вспышки c XVII века.
- 18 марта — Вудсток физиков: длительная сессия Американского физического общества заслушала 51 доклад посвящённый высокотемпературным сверхпроводникам.
- 9 апреля — опубликовано сообщение о получении плазмы с электронной температурой в 90 млн градусов на термоядерной установке «Токамак-10», в рамках планов создания реактора-токамака.
- 11 мая — в США впервые применён аппарат искусственного кровообращения.
- 15 мая — первый запуск советской сверхмощной ракеты-носителя Энергия.
- 25 мая — атомный ледокол «Сибирь» достиг Северного полюса.

## Достижения человечества

### Изобретения
- Фотонный кристалл: Эли Яблонович и Саджив Джон.
- Технология цифровой обработки света: Лари Хорнбек, фирма Texas Instruments.
- Электронная бесступенчатая трансмиссия: фирма Subaru.

### Новые виды животных
- Животные, описанные в 1987 году

### Медицина
- Впервые описано заболевание ацерулоплазминемия.

## Награды
- Нобелевская премия
  - Физика — Йоханнес Беднорд и Карл Мюллер «за важный прорыв в физике, выразившийся в открытии сверхпроводимости в керамических материалах».
  - Химия — Доналд Крам, Жан Мари Лен и Чарлз Педерсен «за разработку и применение молекул со структурно-специфическими взаимодействиями с высокой селективностью».
  - Физиология и медицина — Судзуми Тонэгава «за открытие генетического принципа образования разнообразия антител».
- Большая золотая медаль имени М. В. Ломоносова
  - Джон Бардин — за выдающиеся достижения в области физики.
  - Александр Михайлович Прохоров — за выдающиеся достижения в области физики.

- Премия Бальцана
  - Психология человека: Джером Сеймур Брунер (США)
  - Физическая антропология: Филлип Тобиас (Южная Африка)
  - История Средних веков: Ричард Саузерн (Великобритания)

- Премия Тьюринга
  - Джон Кок — «За выдающийся вклад в проектирование и теорию компиляторов, архитектуру больших систем и разработку RISC-компьютеров».

- Международная премия по биологии
  - Джон Гёрдон — биология развития.